# Земо Качреті
Земо Качреті (груз. ზემო კაჭრეთი) — село в Грузії.
За даними перепису населення 2014 року в селі проживає 671 особа.